# Kotwal
Un kotwal, kotual  o cotwal, era un cargo utilizado en la India medieval para designar al gobernador (wala) de un kot ("fortaleza" en persa) o fortificación. Los kotwals a menudo controlaban las fortalezas de las ciudades importantes o un área de ciudades más pequeñas en nombre de otro gobernante. Era similar en función a un zaildar de la India británica.
Desde la era mogol, el título se le daba al gobernante local de una gran ciudad y sus alrededores. Sin embargo, el título también se usó para los líderes en pueblos pequeños. Kotwal también podía designar al equivalente al jefe de policía. El cargo de kotwal era conocido desde la antigüedad como kota pala, que era el jefe de policía.
Como responsable del cumplimiento de la ley y el orden público, vigilaba también el comercio y los precios y supervisaba el movimiento de los extranjeros en las ciudades.